# Archiv für Diplomatik
Archiv für Diplomatik, Schriftgeschichte, Siegel- und Wappenkunde (česky Archiv pro diplomatiku, paleografii, sfragistiku a heraldiku), zkráceně jen Archiv für Diplomatik, je německý vědecký časopis zaměřený na pomocné vědy historické, který založil německý historik Edmund Ernst Stengel (1879–1968). Časopis je nástupcem periodika Archiv für Urkundenforschung, který v roce 1908 založil rakouský historik Michael Tangl (1861–1921). Od roku 1955 vychází jednou ročně. Zveřejňuje výzkumy ze všech oborů pomocných věd historických od období raného středověku do současnosti, nicméně jeho hlavní náplní je diplomatika a spřízněné obory.